# نيل بليسدل
نيل بليسدل هو سياسي أمريكي، ولد في 6 نوفمبر 1902 في هونولولو في الولايات المتحدة، وتوفي بنفس المكان في 5 نوفمبر 1975. نشط حزبياً في الحزب الجمهوري. وقد انتخب Mayor of Honolulu ‏ (1955 – 1969).